# Anna (televíziós sorozat)
Az Anne a Zöld Oromból vagy Anna (eredeti cím: Anne of Green Gables) 1985-ben vetített kanadai televíziós filmsorozat, amely Lucy Maud Montgomery kanadai írónő Anne Shirley-regénysorozata alapján készült, és nyolc egész estés hosszúságú epizódokból áll. Először négy epizód készült belőle 1985-ben és 1987-ben, 2000-ben készült hozzá egy folytatás Anna – A történet folytatódik címmel, majd 2008-ban egy újabb rész Anna – Az új kezdet címmel. Az írója Joe Wiesenfeld, a rendezője Kevin Sullivan, a zeneszerzője Hagood Hardy, a producere Ian McDougall, a főszereplője Megan Follows. A tévéfilmsorozat az Anne of Green Gables Productions, a Sullivan Entertainment, a TV-60 Filmproduktion és a WonderWorks gyártásában készült. Műfaját tekintve filmdráma-sorozat. Kanadában 1985. december 5-én a CBC-n; Amerikában 1986. február 17-én vetítették a televízióban. Magyarországon pedig az MTV-n és a Story4-en vetítették.

## Cselekmény
Anne Shirley egy 11 éves álmodozó, élénk fantáziájú árva lány, aki egyik családtól a másikhoz kerül, mert mindenhol rosszul bánnak vele, majd az árvaházban köt ki. Hat hónapot tölt el ott, mikor egy idős testvérpár, az Avonlea faluban élő Marilla és Matthew Cuthbert az egyik ismerősükön keresztül egy 12-13 éves fiút kér az árvaháztól, de valami hiba történt és fiú helyett Anne-t küldik hozzájuk. Eredeti szándékuktól eltérve maguknál tartják a kislányt, aki szívesen marad náluk, és hamar összebarátkozik Diana Barryvel, a gyümölcsösön túl lakó, vele egyidős lánnyal. Az iskolában hamar osztályelső lesz, és mindenkivel ki tud jönni, kivéve Gilbert Blythe-ot, aki az első napon vörös haja miatt répának szólítja. Anne sok kalandnak lesz részese Prince Edward-szigeti Avonlea-ben.
Később tanítóképzőbe megy, utána az avonlea-i iskolában, majd egy leánynevelő intézetben is tanít. Időközben összebarátkozik Gilberttel, aki bevallja neki, hogy szereti. Később összeházasodnak.

## Szereplők és stáb
Hossz: 6x90perc
Rendező: Kevin Sullivan
Fényképezte: Marc Champion
| Szereplő             | Színész                                                                            | Magyar hang        |
| -------------------- | ---------------------------------------------------------------------------------- | ------------------ |
| Anne Shirley         | Megan Follows Hannah Endicott-Douglas (ifjabb Anne) Barbara Hershey (idősebb Anne) | Kisfalvi Krisztina |
| Marilla Cuthbert     | Colleen Dewhurst                                                                   | Pásztor Erzsi      |
| Matthew Cuthbert     | Richard Farnsworth                                                                 | Simon György       |
| Diana Barry (Wright) | Schuyler Grant                                                                     | Báthory Orsolya    |
| Gilbert „Gil” Blythe | Jonathan Crombie                                                                   | Bor Zoltán         |

## Epizódok
1. Anna (Anne of Green Gables) (1. rész)
2. Anna (Anne of Green Gables) (2. rész)
3. Anna (Anne of Green Gables: The Sequel (régi cím), Anne of Avonlea (új cím)) (3. rész)
4. Anna (Anne of Green Gables: The Sequel (régi cím), Anne of Avonlea (új cím)) (4. rész)
5. Anna – A történet folytatódik (Anne of Green Gable: The Continuing Story) (1. rész)
6. Anna – A történet folytatódik (Anne of Green Gable: The Continuing Story) (2. rész)
7. Anna – Az új kezdet (Anne of Green Gables: The New Begining) (1.rész)

8. Anna – Az új kezdet (Anne of Green Gables: The New Begining)